# Metodie I al Constantinopolului
Metodie I al Constantinopolului (în greacă Μεθόδιος, transliterat: Mefodios, în latină Methodius; n. 788 d.Hr., Siracusa, Imperiul Roman de Răsărit – d. 14 iunie 847 d.Hr., Constantinopol, Imperiul Roman de Răsărit) a fost patriarhul Constantinopolului din 4 martie 843 până la moartea lui pe 14 iunie 847. Ascensiunea sa pe tronul patriarhal a corespuns cu perioada restabilirii cultului icoanelor după a doua perioadă de persecuție iconoclastă, care a fost denumită Triumful Ortodoxiei. A fost canonizat de Biserica Ortodoxă, fiind prăznuit ca sfânt în ziua de 14 iunie.

## Biografie
Sursa principală folosită pentru reconstituirea biografiei lui Metodie este o hagiografie (reprodusă în Patrologia Graeca, vol. 100) considerată a fi alcătuită după o mare perioadă de la moartea patriarhului. Atribuirea lui Metodie a lucrării Viața lui Eftimie al Sardei, nesemnată și transmisă anonim printr-un singur manuscris, a dus la efectuarea unor corecții ale datelor tradițional acceptate.
Era originar din Sicilia și s-a născut în orașul Siracuza, într-o familie bogată, în 787 sau 788. A venit încă de tânăr la Constantinopol pentru a căuta să obțină un loc de muncă la curtea imperială, dar a fost impresionat de predica unui călugăr și a intrat ca frate în Mănăstirea Chènolakkos, fiind un discipol al patriarhului Nichifor I al Constantinopolului. A devenit acolo, se pare, chiar stareț.
Metodie a plecat la Roma, fiind trimis posibil de patriarhul Nichifor I al Constantinopolului pentru unele treburi bisericești. În martie 815 împăratul Leon al V-lea Armeanul l-a destituit pe Nichifor și a restabilit oficial iconoclasmul. Ca urmare a declanșării persecuțiilor împotriva creștinilor ortodocși iconoduli, Metodie nu s-a mai întors la Constantinopol și a rămas la Roma până la uciderea lui Leon al V-lea în ziua de Crăciun a anului 820. Sperând apoi într-o schimbare religioasă a politicii religioase de către Mihail al II-lea, noul împărat, s-a întors la Constantinopol cu o scrisoare a papei Pascal I în care pontiful roman cerea reinstalarea patriarhului Nichifor și abandonarea iconoclasmului. Potrivit Vieții sale, el nu a putut transmite împăratului acest mesaj, căci a fost prins de gărzi și a primit 70 de lovituri de bici, apoi a fost închis într-o temniță subterană amenajată într-un vechi mormânt, unde a fost ținut timp de șapte ani în condiții groaznice; potrivit unei alte relatări, autorul Vieții lui Eftimie al Sardei a fost doar închis într-o chilie a mănăstirii de pe insula Sfântul Andrei (Marea Marmara), unde a scris mai multe texte religioase și a avut contacte strânse cu lumea exterioară.
În anul 829, cu puțin timp înainte de moartea sa, Mihai al II-lea ar fi promulgat, potrivit Vieții lui Metodie, o amnistie generală care i-ar fi permis viitorului patriarh să-și părăsească temnița, dar autorul Vieții lui Eftimie a rămas deținut mai mult timp în mănăstirea Sfântul Andrei unde se mai afla încă în 832, data scrierii acestui text (probabil cu o mai mare libertate de mișcare). În 831 a circulat un alt text profetic, care conținea anunțul morții împăratului Teofil; acuzat că ar fi răspândit acel text, mitropolitul Eftimie al Sardei a fost arestat, transportat pe insula Sfântul Andrei și supus unui interogatoriu brutal, combinat cu lovituri de bici pentru a-l determina să-și denunțe complicii, în urma căruia a decedat.
Sub pontificatul patriarhului Ioan al VII-lea Gramaticul (întronizat în anul 837), împăratul Teofil a găsit în biblioteca palatului imperial un document misterios a cărui interpretare l-a chinuit atât de tare încât și-a pierdut pofta de mâncare. Șambelanul său, pe nume Ioan, l-a asigurat că Metodie i-ar putea explica textul acelui document. Cu acordul împăratului, el s-a deplasat Sfântul Andrei, unde viitorul patriarh încă mai era deținut. Impresionat de răspunsul primit, Teofil l-a chemat pe Metodie la palat și l-a găzduit într-o clădire numită Sigma pentru a-l putea consulta atunci când avea nevoie. Instalat în palat, Metodie a reușit să creeze legături cu împărăteasa Teodora, care, fără știrea soțului ei, era o susținătoare a cultului icoanelor.
După moartea prematură a lui Teofil în ianuarie 842, împărăteasa Teodora, devenită acum regentă, și ministrul Teoctist au încercat să-l înlăture pe patriarhul Ioan Gramaticul și să restabilească cultul icoanelor. O adunare a demnitarilor civili și religioși a avut loc duminică 4 martie 843 în casa lui Teoctist, în absența patriarhului Ioan; ea a întărit hotărârile luate în cursul celor șapte sinoade ecumenice și a reafirmat valabilitatea celui de-al Doilea Sinod de la Niceea din 787, l-a destituit pe patriarh (care ar fi fost arestat și închis într-o mănăstire) și l-a numit pe Metodie în locul lui, punând astfel capăt unei perioade de aprige persecuții iconoclaste. Duminica următoare, 11 martie 843, noul patriarh, flancat de împărăteasa Teodora, de tânărul ei fiu Mihail al III-lea, în vârstă de trei ani, și de ministrul Teoctist, a condus o procesiune solemnă de la Biserica „Sf. Maria” din Vlaherne către Bazilica Sf. Sofia, simbolizând întoarcerea icoanelor în biserica imperială: acest eveniment a fost considerat Triumful Ortodoxiei.
Mai târziu, Metodie a adus moaștele patriarhului Nichifor la Constantinopol, le-a ținut expuse timp de câteva zile în Hagia Sofia și apoi le-a îngropat în Biserica Sfinților Apostoli. Politica religioasă pe care a dus-o a fost judecată în mod contradictoriu: introdus la palat în ultimii ani ai domniei lui Teofil, numit patriarh de Teodora și Teoctist cu promisiunea, în special, de a exonera memoria împăratului decedat, el părea să fie susținătorul unei linii moderate; cu toate acestea, epurarea pe care a realizat-o în rândul clerului nu a fost prea îngăduitoare, iar Metodie i-a destituit pe aproape toți episcopii imperiului și i-a înlocuit chiar și pe cei care au abandonat iconoclasmul, pe motiv că disprețuiseră decretele unui sinod ecumenic. Această severitate relativă nu a fost însă suficientă pentru călugării ultraortodocși de la Mănăstirea Stoudion, care au considerat însă că patriarhul a făcut greșeli în nominalizarea unor episcopi noi. Metodie a apărut astfel ca un ierarh moderat în fața călugărilor intransigenți, dar a fost sprijinit de pustnicul Ioanichie de pe Muntele Olimpul Bitiniei, care a călătorit la Constantinopol pentru a-l sprijini. Când a murit, în iunie 847, patriarhul Metodie a fost înlocuit de un candidat susținut de studiți, Ignatie Rhangabé.

## Scrieri
Metodie a fost un om educat, renumit pentru cunoștințele sale teologice și care a scris mult. Au rămas de la el scrisori, predici și texte hagiografice și liturgice, printre care și canonul Bisericii Ortodoxe care celebrează restabilirea cultului icoanelor. El a fost, pe de altă parte, autorul unor texte cu caracter profetic, care anunțau morțile viitoare ale împăraților Leon al V-lea Armeanul, Mihail al II-lea Amorianul și Teofil Iconoclastul. Textul intitulat Viziunile lui Daniel (829), păstrat în traducere slavonă, este scris probabil tot de el.

## Ediții ale textelor sale
- Patrologia Graeca de Migne, vol. 99 (canon pentru restabilirea cultului icoanelor) și 100.
- Méthode le Patriarche, Vie d'Euthyme de Sardes, éd. J. Gouillard, TM 10 (1987), pp. 1-101.
- Méthode le Patriarche, Vie de saint Théophane le Confesseur, éd. V. Latyšev, Mémoires de l'Académie des Sciences de Russie, 8e série, 13, 4, Petrograd (1918), pp. 1-40.